# Regate ad Argenteuil
Regate ad Argenteuil è un dipinto a olio su tela (48x75 cm) realizzato nel 1872 dal pittore francese Claude Monet. È custodito nel Musée d'Orsay di Parigi, che ne è in possesso dal 1986.

## Descrizione
Nel 1871 Monet si trasferì ad Argenteuil, dove si ritrovò insieme ad altri pittori impressionisti, quali Pierre-Auguste Renoir, Alfred Sisley e Camille Pissarro. Sempre secondo lo stile dell'osservazione dal vero e della pittura "en plein air", Monet raffigura una regata velica sulla Senna, nei pressi del paese. Il pittore elimina il colore nero, (sarà una caratteristica peculiare del suo stile) e restituisce una luminosa visione delle barche accostando tratti orizzontali di colore puro. Questa tecnica è ancor più evidente nei riflessi che si producono sull'acqua, dove vibranti si stagliano le forme delle vele, della riva verdeggiante e delle case.